# حكومة زيد بن شاكر الثالثة
حكومة زيد بن شاكر الثالثة هي الحكومة الثمانون من حكومات المملكة الأردنية الهاشمية. شكّل زيد بن شاكر الحكومة في 8 يناير عام 1995م، بتكليف من ملك الأردن الحسين بن طلال. وقد حلّت الحكومة في شهر فبراير 1996.

## التشكيل
| الاسم                                             | المهام الوزارية                            |
| ------------------------------------------------- | ------------------------------------------ |
| معالي السيد طه علي مطلق الهباهبة                  | وزير دوله                                  |
| معالي الدكتور "محي الدين" شعبان "وردشوقه" توق     | وزيرا للتنميه الاداريه                     |
| معالي السيد سميح طالب محمود دروزة                 | وزيرا للطاقه والثروه المعدنيه              |
| معالي السيد عبدالاله محمد عبدالرحمن الخطيب        | وزيرا للسياحة والاثار                      |
| معالي السيدة سلوى شاهر ضامن بركات                 | وزيرا للتنميه الاجتماعيه                   |
| معالي المهندس سمير فهيم سليمان الحباشنة           | وزيرا للثقافه                              |
| سمو الامير زيد بن شاكر                            | رئيسا للوزراء ووزيرا للدفاع                |
| دولة السيد عبدالرؤوف سالم نهار الروابده           | نائبا لرئيس الوزراء ووزيراللتربيه والتعليم |
| معالي الدكتور خالد عبدالعزيز سليمان الكركي        | نائبا لرئيس الوزراء ووزيرا للاعلام         |
| معالي الدكتور عوض محمد عوده خليفات                | وزيرا للشباب                               |
| معالي السيد إبراهيم يوسف إبراهيم عزالدين          | وزير دوله لشؤون رئاسة الوزراء              |
| معالي السيد باسل عبدالرحيم منيب جردانه            | وزيرا للماليه                              |
| دولة السيد عبدالكريم علاوي الكباريتي              | وزيرا للخارجيه                             |
| معالي السيد جمال احمد مفلح الصرايره               | وزيرا للبريد والاتصالات                    |
| معالي المهندس سمير فرحان خليل قعوار               | وزيرا للنقل                                |
| معالي السيد جمال حديثه علي الخريشه                | وزير دوله                                  |
| دولة المهندس علي حسين محمد ابوالراغب              | وزيرا للصناعة والتجارة                     |
| معالي الدكتور صالح شفيق خليل ارشيدات              | وزيرا للمياه والري                         |
| معالي الدكتور عارف سعد علي البطاينه               | وزيرا للصحه                                |
| معالي الدكتور عبدالسلام داود محمد العبادي         | وزيرا للاوقاف والشؤون والمقدسات الاسلاميه  |
| معالي السيد سلامه حماد سالم السحيم                | وزيرا للداخليه                             |
| معالي الدكتورة ريما "محمد خلف" سعيد "خلف الهنيدي" | وزيرا للتخطيط                              |
| معالي الدكتور عبدالرزاق عبد القاسم النسور         | وزيرا للاشغال العامه والاسكان              |
| معالي السيد عادل احمد سليمان القضاة               | وزيرا للتموين                              |
| معالي المهندس منصور بن طريف                       | وزيرا للزراعه                              |
| معالي الدكتور راتب سلامه إبراهيم السعود           | وزيرا للتعليم العالي                       |
| معالي السيد هشام فالح احمد التل                   | وزيرا للعدل                                |
| معالي الدكتور محمد طلب مسلم ابوعليم               | وزير دوله                                  |
| معالي السيد نادر محمد الصبح الظهيرات              | وزيرا للشؤون البلديه والقرويه والبيئه      |
| معالي الدكتور نادر ابوالشعر                       | وزيرا للعمل                                |
| معالي الدكتور عبدالمجيد علي المحمد العزام         | وزير دوله للشؤون البرلمانيه                |

## وصلات خارجية
- موقع رئاسة الوزراء